# فيليكس كيلي (رسام)
فيليكس كيلي (بالإنجليزية: Felix Kelly)‏ هو رسام نيوزيلندي، ولد في 3 فبراير 1914، وتوفي في 3 يوليو 1994.